# Woronińce
Woronińce lub Woronicze, obecnie (ukr. Воронівці, Woroniwci) – wieś w rejonie chmielnickim obwodu winnickiego na Ukrainie. W 2001 zamieszkana przez 692 osoby.

## Historia
Założona przed 1508 rokiem, kiedy kasztelan lwowski Jan Kamieniecki pobił tu Tatarów budziackich. Wieś królewska Woronicze, położona była w pierwszej połowie XVII wieku w starostwie chmielnickim w województwie podolskim. Na początku XIX wieku - własność Piotra Iwanowskiego.

## Urodzeni
- Karolina Elżbieta Iwanowska, księżna Carolyne zu Sayn-Wittgenstein - urodziła się  w Monasteryszczach 1819 r., wieloletnia przyjaciółka i partnerka Franza Liszta. Liszt gościł na zaproszenie księżnej Wittgenstein w Woronińcach ok. 1847 roku; pamięcią po tym pobycie pozostaje jego cykl z trzech utworów fortepianowych - Glanes de Woronince (Żniwa w Woronińcach), S 249 (dumka Ballade d'Ukraine, Mélodies polonaises (dwie pieśnie polskie) oraz dumka Complainte).